# Meneghinit
Meneghinit (IMA-Symbol Meg) ist ein eher selten vorkommendes Mineral aus der Mineralklasse der „Sulfide und Sulfosalze“ mit der chemischen Zusammensetzung Pb13CuSb7S24 und damit chemisch gesehen eine sulfidähnliche Verbindung aus Blei, Kupfer, Antimon und Schwefel, die strukturell zu den Sulfosalzen gehört.
Meneghinit kristallisiert im orthorhombischen Kristallsystem und entwickelt meist nadelige bis säulige, parallel der c-Achse stark gestreifte Kristalle. Er findet sich aber auch in Form faseriger bis massiger Aggregate und derber Massen. Das Mineral ist in jeder Form undurchsichtig (opak) und zeigt auf den Oberflächen der blei- bis schwarzgrauen Kristalle und Aggregate einen starken Metallglanz. Auch seine Strichfarbe ist glänzend schwarz. Im Auflicht erscheint das Mineral dagegen weiß.

## Etymologie und Geschichte
Entdeckt wurde Meneghinit erstmals in Mineralproben aus der Miniera del Bottino in der italienischen Gemeinde Stazzema (Toskana). Erstbeschrieben wurde das Mineral 1852 durch E. Bechi, der es nach Giuseppe Meneghini, einem italienischen Geologen, Paläontologen, Chirurgen, Augenheilkundler und Autoren benannte.
Ein Aufbewahrungsort für das Typmaterial des Minerals ist nicht dokumentiert.
Da der Meneghinit bereits lange vor der Gründung der International Mineralogical Association (IMA) bekannt und als eigenständige Mineralart anerkannt war, wurde dies von ihrer Commission on New Minerals, Nomenclature and Classification (CNMNC) übernommen und bezeichnet den Meneghinit als sogenanntes „grandfathered“ (G) Mineral. Die seit 2021 ebenfalls von der IMA/CNMNC anerkannte Kurzbezeichnung (auch Mineral-Symbol) von Meneghinit lautet „Meg“.

## Klassifikation
Bereits in der veralteten 8. Auflage der Mineralsystematik nach Strunz gehörte der Meneghinit zur Mineralklasse der „Sulfide und Sulfosalze“ und dort zur Abteilung „Komplexe Sulfide (Sulfosalze)“, wo er gemeinsam mit Boulangerit, Dadsonit, Fülöppit, Guettardit, Heteromorphit, Jamesonit, Launayit, Madocit, Plagionit, Playfairit, Robinsonit, Semseyit, Sorbyit, Sterryit, Tintinait, Twinnit, Veenit und Zinkenit in der „Jamesonit-Boulangerit-Gruppe (Bleiantimonspießglanze)“ mit der Systemnummer II/D.07 steht.
In der zuletzt 2018 überarbeiteten Lapis-Systematik nach Stefan Weiß, die formal auf der alten Systematik von Karl Hugo Strunz in der 8. Auflage basiert, erhielt das Mineral die System- und Mineralnummer II/E.15-040. Dies entspricht ebenfalls der Abteilung „Sulfosalze (S : As,Sb,Bi = x)“, wo Meneghinit zusammen mit Geokronit, Gratonit, Jordanit, Lengenbachit und Tsugaruit die Gruppe der „Blei-Sulfosalze mit As/Sb (x= 3,8 bis 3,1)“ mit der Systemnummer II/E.15 bildet.
Die von der International Mineralogical Association (IMA) zuletzt 2009 aktualisierte 9. Auflage der Strunz’schen Mineralsystematik ordnet den Meneghinit dagegen in die Abteilung „Sulfosalze mit SnS als Vorbild“ ein. Diese ist weiter unterteilt nach den in der Verbindung vorherrschenden Metallen. Das Mineral ist hier in der Unterabteilung „Mit Cu, Ag, Fe, Sn und Pb“ zu finden, wo es als einziges Mitglied eine unbenannte Gruppe mit der Systemnummer 2.HB.05b bildet.
In der vorwiegend im englischen Sprachraum gebräuchlichen Systematik der Minerale nach Dana hat Meneghinit die System- und Mineralnummer 03.03.05.01. Das entspricht ebenfalls der Klasse der „Sulfide und Sulfosalze“ und dort der Abteilung „Sulfosalze“. Hier findet er sich innerhalb der Unterabteilung „Sulfosalze mit dem Verhältnis 3 < z/y < 4 und der Zusammensetzung (A+)i(A2+)j[ByCz], A = Metalle, B = Halbmetalle, C = Nichtmetalle“ als einziges Mitglied in einer unbenannten Gruppe mit der Systemnummer 03.03.05.

## Kristallstruktur
Meneghinit kristallisiert in der orthorhombischen Raumgruppe Pbnm (Raumgruppen-Nr. 62, Stellung 3) mit den Gitterparametern a = 11,36 Å; b = 24,06 Å und c = 4,13 Å sowie einer Formeleinheit pro Elementarzelle.

## Bildung und Fundorte

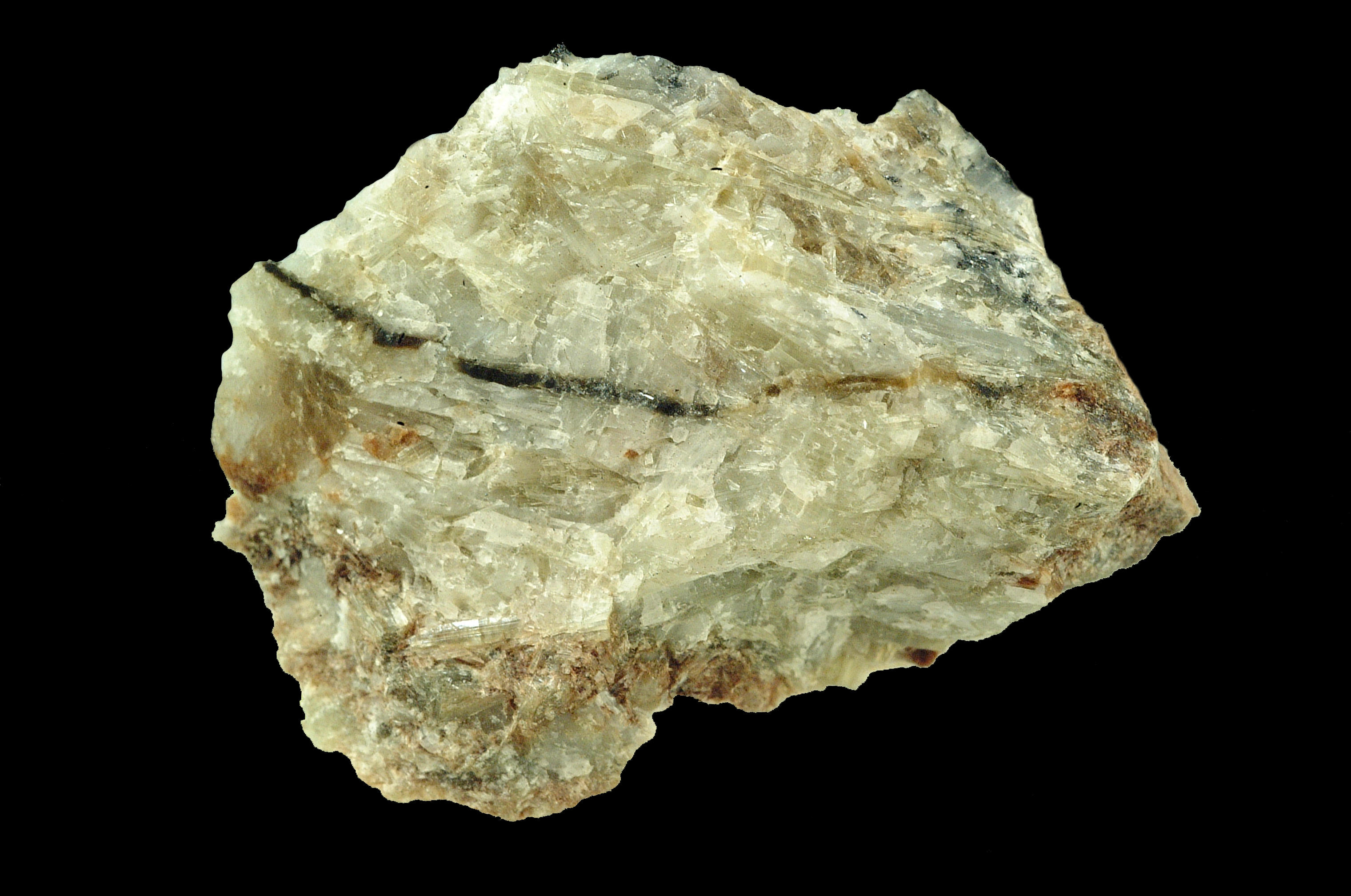
Meneghinit-Äderchen in Kalkstein aus Santa Cruz (Kalifornien)

Meneghinit bildet sich in hydrothermalen Gängen und ist in derartigen Vorkommen trotz seiner allgemeinen Seltenheit weit verbreitet. Daneben kann er aber auch in kontaktmetasomatischen, vulkanogenen Sulfid-, Cu-Mo-Porphyr- und selten in Kuroko-Lagerstätten entstehen. Als Begleitminerale können je nach Bildungsbedingungen unter anderem Boulangerit, Bournonit, Chalkopyrit, Cubanit, Franckeit, Galenit, Gudmundit, Jamesonit, Pyrit, Pyrrhotin, Sphalerit und Tetraedrit auftreten.
Als relativ seltene Mineralbildung kann Meneghinit an verschiedenen Fundorten zum Teil zwar reichlich vorhanden sein, insgesamt ist er aber wenig verbreitet. Weltweit sind bisher rund 190 Vorkommen dokumentiert (Stand 2024). Außer an seiner Typlokalität in der Miniera del Bottino in der Gemeinde Stazzema sowie in den nahe gelegenen Miniere dell'Argentiera di Sant'Anna in der Gemeinde Gallena trat das Mineral in der Toskana noch bei Serrabottini (Massa Marittima), in der Mina Pollone bei Pietrasanta, der Cava del Ferro bei Vergemoli und der Mina Frigido bei Massa auf. Daneben fand sich Meneghinit in Italien noch in der Mina Bormida bei Pirotti in der Gemeinde Bormida (Ligurien), den alten Prospektionen von Bocchetta d'Arbola bei Baceno (Piemont) sowie an einigen Fundstätten in den lombardischen Provinzen Bergamo und Sondrio.
In Deutschland fand sich das Mineral bisher unter anderem bei Bad Sulzburg und in der Schnellinggrube sowie in der Grube Segen Gottes bei Wiesloch in Baden-Württemberg, im Bergbaurevier Brandholz (Goldkronach) und bei Wunsiedel in Bayern, im Erzbergwerk Rammelsberg bei Goslar in Niedersachsen, in den Gruben Schöne Freundschaft und Neue Hoffnung in Nordrhein-Westfalen, der Grube Apollo bei Raubach in Rheinland-Pfalz sowie in der Drandorf-Fundgrube am Morgenleithe und im Kalkwerk Lengefeld im Sächsischen Erzgebirgskreis.
In Österreich konnte Meneghinit bisher am Weißeck nahe Muhr (Salzburg) sowie in verschiedenen Gruben und Ausbissen in den Bezirken Bruck-Mürzzuschlag, Leoben, Liezen und Weiz in der Steiermark entdeckt werden.
In der Schweiz kennt man das Mineral bisher nur aus einer Topasfundstelle im Val Renastga (Surselva) im Kanton Graubünden und der Mine de Peiloz bei Bruson VS im Kanton Wallis.
Weitere Fundorte liegen unter anderem in Äthiopien, Australien, Aserbaidschan, China, Finnland, Frankreich, Georgien, Griechenland, Indien, Iran, Irland, Japan, Kanada, Mexiko, Neuseeland, Norwegen, Peru, Polen, Portugal, Rumänien, Russland, Schweden, der Slowakei, Spanien, Südafrika, Südkorea, Tschechien, im Vereinigten Königreich (England) und den Vereinigten Staaten (Arkansas, Colorado, Kalifornien, Idaho, Michigan, Nevada, South Dakota, Washington).